# المويلح (محافظة بدر)
المويلح قرية من قرى محافظة بدر في منطقة المدينة المنورة في السعودية، تقع غرب المدينة المنورة  ويسكنها قبيلة الكحله من بني سالم من حرب وهي احد قرى الخيف الحزامي